# Нитринская культура
Нитринская (нитрянская) культура — археологическая культура раннего бронзового века, начальный период BA1 по Рейнеке. Была распространена в юго-западной Словакии и восточной Моравии.
Возникла в результате развития культуры Хлопице-Веселе, очевидно, не без влияния культуры Мако-Косихи-Чака, культуры колоколовидных кубков, а также из Подкарпатья.
Нитринская культура просуществовала около 200 лет, пока не была поглощена унетицкой культурой на более поздней стадии BA1.

## История исследований
Первые находки, позднее отождествлённые с нитринской культурой, сделанные в Моравии (в 1880-х годах) и Словакии (1922) были приписаны унетицкой культуре и культуре шнуровой керамики из- материального сходства. Лишь в послевоенные годы (1956 г.) Антон Точик впервые выделил нитрянскую культуру как самостоятельную — сначала как «тип» или «группу», на основе обработки находок из раскопок Вычапы-Опатовцы, Вельки Гроб и других. Дальнейшие исследования в семидесятых годах подтвердили родство культуры с так называемым эпишнуровым комплексом культур в Восточной Европе . В 1970-х годах был также обнаружен большой могильник в Моравии в Голешове, в котором развитие культуры было засвидетельствовано поэтапно, от предковой культуры Хлопице-Веселе до исчезновения под влиянием унетицкой культуры. Были обнаружены другие крупные места захоронения, свидетельствующие о непрерывном развитии культуры — в Словакии (Йельшовце, Нова Вес, Иванка-при-Дунае) и в Моравии (Слатинице).

## Погребения
Погребальный ритуал нитринской культуры идентичен ритуалу эпишнурового комплекса. Умершие похоронены в скорченном положении, мужчины на правом боку с головами, обращенными на запад, а женщины — на левом, головой на восток. Лицо обращено на юг, в сторону солнца. Могилы имеют овальную форму, иногда оборудованы ступеньками или выложены известью. Изредка встречаются захоронения в выдолбленном гробу или деревянной камере, оплетённые лозой, завернутые в рогожу, холст или кожу. Иногда скелеты посыпались охристым красителем, подобно ряду других культур в Восточной Европе. Помимо одиночных погребений встречаются и коллективные. В местах захоронения были обнаружены лишь малочисленные погребения детей в возрасте до двух лет. Таким образом, либо детские захоронения до сих пор не опознаны, либо маленьких детей вообще не хоронили.
Также отмечены разграбленные или вскрытые захоронения, но их процент ниже (30 %), чем для унетицкой культуры.
В качестве погребальных даров в могилах обнаружены бронзовые или медные предметы, особенно ювелирные изделия, изредка — даже инструменты. Чаще встречаются каменные отщепы (наконечники стрел, лезвия), режущие инструменты (топорики), изделия из рога (молоты, топоры, иглы). Часто встречаются украшения (бусы) из рога и перламутра, что вообще характерно для карпатских культур. Керамика редко встречается в могилах и плохо обожжена, что заметно отличается от соседней унетицкой культуры. В мужских захоронениях встречается еда, что свидетельствует о вере в загробную жизнь.

### Могильники
- Голешов (Моравия)

Было обнаружено 430 могил, 10 из которых относились к культуре шнуровой керамики. Могильник характеризует культуры от зарождения из культуры Хлопице-Веселе до исчезновения под влиянием унетицкой культуры. Исследование проводилось в 1950, 1964 — 1970 годах и было опубликовано в 1985 году (Ондрачек-Шебела).
Другие могильники:
- Ельшовце
- Нова Вес
- Бранч
- Вычапы-Опатовце
- Слатинице (Моравия)
- Пршиказы (Моравия)
- Иванка-при-Дунае
- Шала И.
- Чёрный Брод
- Тврдошовце
- Нитра — Чермань
- Велки-Гроб
- Гурбаново

## Палеогенетика
У представителей культуры Нитра доминировала Y-хромосомная гаплогруппа R1a1a1b-PF6162/Z645.